# 拓殖大学大学院工学研究科・工学部
拓殖大学大学院工学研究科（たくしょくだいがくだいがくいんこうがくけんきゅうか、英: Graduate School of Engineering）は、拓殖大学に設置される大学院研究科の一つ。
また、拓殖大学工学部（たくしょくだいがくこうがくぶ、英：Faculty of Engineering）は、拓殖大学に設置される学部の一つ。

## 概要
1987年（昭和62）、拓殖大学工学部が新しく設置され、機械システム工学科・電子工学科・情報工学科・工業デザイン学科の4学科でスタートした。1991年(平成3年) には、大学院工学研究科を設置した。
拓殖大学工学部は基礎力の育成を重視し、数学、物理学、英語などの基礎教育系列、機械やコンピュータの動かし方と活用の仕方、それらの構造に対する知識、デザインに欠かせないスケッチや造形の技術など、めざす進路で必要な基礎的な知識と技術を広く、着実に身につけられる教育環境を用意している。
機械システム工学科では、コンテスト形式の授業があったり、学外の機械系コンテストに出場したり、学びの成果を発表する機会が豊富に用意されている。クラス単位で行われる小さなコンテストから、技能五輪のように世界大会が開催される大きなものまである。
また、拓殖大学工学部では、高校で苦手科目や未修科目がある学生向けに、「学習支援センター」を用意し、その担当教員が学生を個別に指導する教育システムがある。その学習支援センターは、工学部に必要な数学と物理の科目を重視し、センターの教員たちが学生たちに個々人に合わせて高校レベルから大学レベルまで、少人数で教える。また、そのセンターは昼休みや授業後など、いつでも利用できる。
また、拓殖大学工学部の本部のある八王子国際キャンパスには、農園が設置されており、拓殖大学国際学部の学生が中心となって農業を体験的に学んでいる。このプロジェクトでは、国際学部の先生による新しい農法の試験を行うとともに、拓殖大学工学部の先生により農園の環境データ（温度、湿度、気圧、照度、雨量、地中水分量）をセンサで検出し記録するシステムを構築している。

## 沿革
- 1987年（昭和62年） - 拓殖大学に工学部を設置、機械システム工学科・電子工学科・情報工学科・工業デザイン学科の4学科でスタート
- 1991年（平成3年） - 拓殖大学に大学院工学研究科を設置
- 2007年（平成19年） - 工学部の情報エレクトロニクス学科を電子システム工学科に名称変更
- 2010年（平成22年） - 工学部の工業デザイン学科をデザイン学科に名称変更

## 学部
工学部
- 機械・通信・システム学系
  - 機械システム工学科
    - メカニカルデザインコース
    - 材料システムコース
    - 3D設計コース
    - 機械航空コース
    - ロボットコース（電子システム工学科とのコラボレーションコース）
    - 環境・エネルギーコース（電子システム工学科とのコラボレーションコース）

  - 電子システム工学科
    - 通信ネットワークシステムコース
    - 映像・音響システムコース
    - 生物・生体システムコース
    - デジタルシステムコース
    - ロボットコース（機械システム工学科とのコラボレーションコース）
    - 環境・エネルギーコース（機械システム工学科とのコラボレーションコース）

- 情報・デザイン・メディア学系
  - 情報工学科
    - システムエンジニアリングコース
    - コンピュータソフトウェアコース
    - インターネットサービスコース
    - スマートコンピューティングコース
    - ビジュアルコンピューティングコース（デザイン学科とのコラボレーションコース）
    - Webデザインコース（デザイン学科とのコラボレーションコース）

  - デザイン学科
    - 感性デザインコース
    - 生活デザインコース
    - プロダクトデザインコース
    - メディアデザインコース
    - ビジュアルコンピューティングコース（情報工学科とのコラボレーションコース）
    - Webデザインコース（情報工学科とのコラボレーションコース）
    - 国際コース（特別コース）

  - 国際エンジニアプログラム（4学科いずれかに所属することが条件）
  - 航空機操縦プログラム（機械システム工学科または電子システム工学科に所属することが条件）

## 大学院
工学研究科
- 機械・電子システム工学専攻（博士前期課程・博士後期課程）
- 情報・デザイン工学専攻（博士前期課程・博士後期課程）

## 附属機関
- 理工学総合研究所

## 交通アクセス
八王子国際キャンパス
所在地：東京都八王子市館町815-1
- JR中央線・京王線「高尾駅」南口で下車。１番のりば「急行 拓殖大学」ゆき（京王バス 直行５分)